# Clavellinas, Aguascalientes
Clavellinas är en ort i Mexiko.   Den ligger i kommunen Asientos och delstaten Aguascalientes, i den centrala delen av landet, 400 km nordväst om huvudstaden Mexico City. Clavellinas ligger 2 093 meter över havet och antalet invånare är 614.
Terrängen runt Clavellinas är platt söderut, men norrut är den kuperad. Terrängen runt Clavellinas sluttar söderut. Runt Clavellinas är det ganska tätbefolkat, med 90 invånare per kvadratkilometer. Närmaste större samhälle är Pabellón de Arteaga, 14,3 km väster om Clavellinas. Trakten runt Clavellinas består till största delen av jordbruksmark.